# August Beernaertprijs
De August Beernaertprijs is een literatuurprijs die van 1912 tot 2002 tweejaarlijks werd toegekend aan een in het Nederlands geschreven werk. Het is een aanmoedigingsprijs die dient ter bevordering van de Vlaamse letterkunde. Zowel gepubliceerd als nog niet gepubliceerd werk kwam in aanmerking voor de prijs. De prijs werd gesticht door August Beernaert en werd toegekend door de Koninklijke Academie voor Nederlandse Taal- en Letterkunde in Gent. In 2003 werden de prijzen van KANTL gereorganiseerd en sinds die datum worden nieuwe, vijfjaarlijkse, prijzen toegekend.

## Gelauwerden
- 2002 - Piet Thomas en Ludo Verbeeck voor Hölderlin. De mooiste gedichten
- 2000 - Joris Note voor Kindergezang
- 1996 - Marcel Van Maele voor Rendez-vous
- 1994 - Greta Seghers voor Het eigenzinnige leven van Angèle Manteau
- 1992 - Koen Vermeiren voor Schaduwen
- 1990 - Bert Vanheste voor Want uw vijand wie is dat ?
- 1988 - Ludo Simons voor Geschiedenis van de uitgeverij in Vlaanderen 20e eeuw
- 1986 - Lieven Tavernier voor Over water
- 1984 - Marleen de Crée-Roex voor Brieven aan Plinius
- 1982 - Daisy Ver Boven voor Gevierendeeld
- 1980 - Paul de Wispelaere voor Tussen tuin en wereld
- 1978 - Willy Spillebeen voor De vossejacht
- 1976 - Willy Roggeman voor Gnomon
- 1974 - Fernand Auwera voor Zelfportret met gesloten ogen
- 1972 - Hugo Raes voor Reizigers in de anti-tijd
- 1970 - Dirk De Witte voor De formule van Lorentz
- 1968 - Marcel Janssens voor De schaduwloper
- 1966 - Ward Ruyslinck voor De paardevleeseters
- 1964 - Hugo Claus voor De Verwondering
- 1962 - Elmar Borg voor De magische overzijde
- 1960 - Herman Uyttersprot voor Het proza van Paul van Ostaijen
- 1954 - René F. Lissens voor De Vlaamse letterkunde van 1780 tot heden
- 1952 - Ferdinand Jozef De Waele voor Pelgrimstocht door Hellas
- 1950 - Johan Daisne voor De man die zijn haar kort liet knippen
- 1946 - André Demedts voor Het heeft geen belang
- 1944 - Bert Decorte voor Refreinen
- 1942 - Luc Indestege voor Orpeus en Eurydike
- 1940 - Marcel Matthijs voor Schaduw over Brugge
- 1938 - Maurits Gilliams voor Elias of Het gevecht met de nachtegalen
- 1936 - Maurits De Doncker voor Opera
- 1934 - Piet Schepens voor August Strindberg
- 1932 - Gery Helderenberg voor De smeltkroes
- 1930 - Gerard Walschap voor Adelaïde
- 1928 - Achilles Mussche voor De twee vaderlanden
- 1926 - Marnix Gijsen voor Het huis
- 1924 - Karel Van den Oever voor Het open Luik en Inwendig leven van Paul
- 1922 - Maurits Sabbe voor Het kwartet der Jacobijnen
- 1920 - Ernest Claes voor Bei uns in Deutschland
- 1920 - August Van Cauwelaert voor Liederen van Droom en Daad
- 1916 - Virginie Loveling voor Bina
- 1914 - Karel van de Woestijne voor Interludiën